# Maorimorpha suteri
Maorimorpha suteri är en snäckart som först beskrevs av R. Murdoch 1905.  Maorimorpha suteri ingår i släktet Maorimorpha och familjen kägelsnäckor. Inga underarter finns listade i Catalogue of Life.